# Ásgeir Örn Hallgrímsson

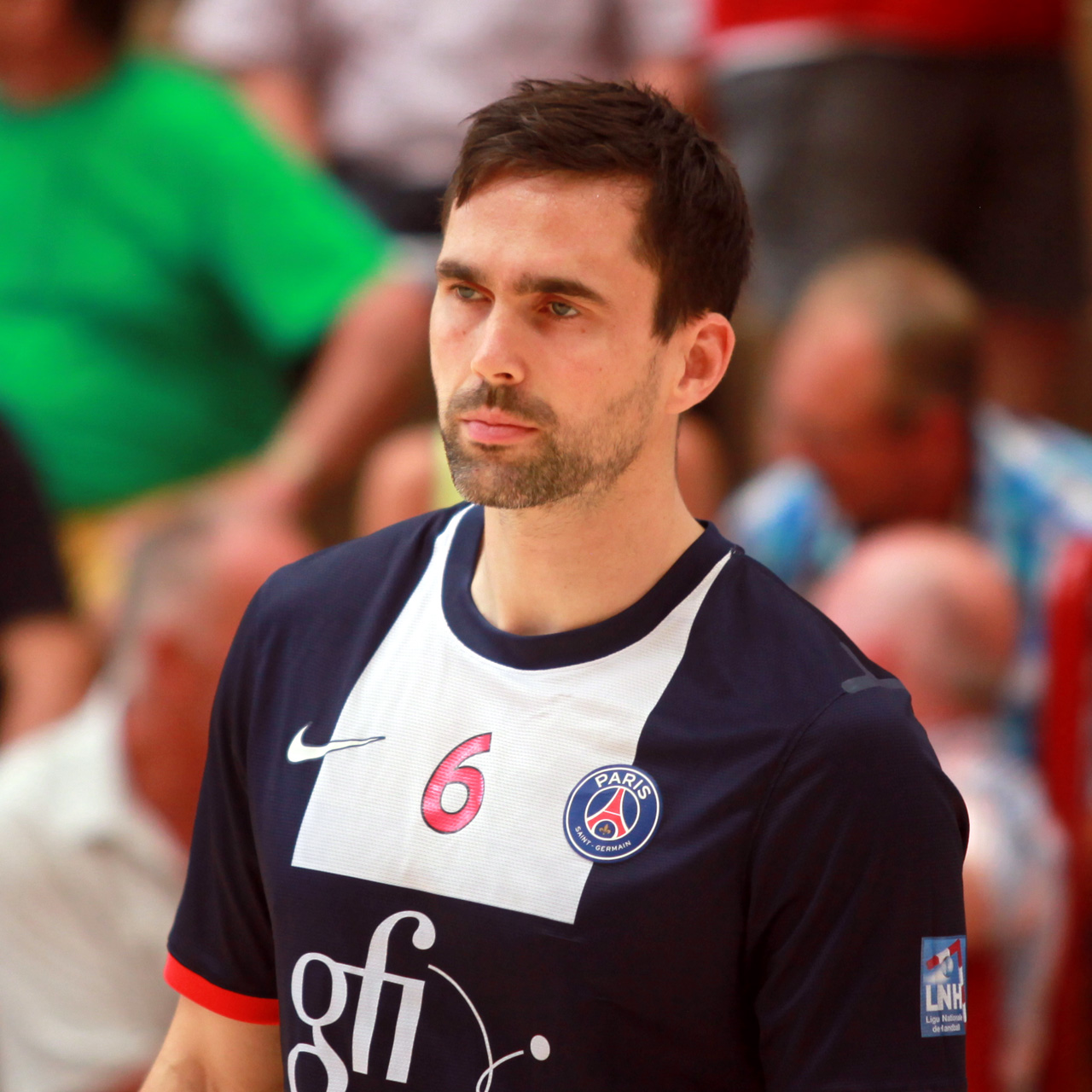
Ásgeir Örn Hallgrímsson 2013.

Ásgeir Örn Hallgrímsson, född 17 februari 1984 i Reykjavik, är en isländsk handbollsspelare.
Han tog OS-silver i herrarnas turnering i samband med de olympiska handbollstävlingarna 2008 i Peking.